# Projekt 12700
Projekt 12700, Deckname  Aleksandrit (russisch Александрит für die Chrysoberyllvarietät „Alexandrit“, auch als Aleksandrit-Klasse bezeichnet), ist eine Klasse von Minenräumbooten der Russischen Marine.

## Beschreibung

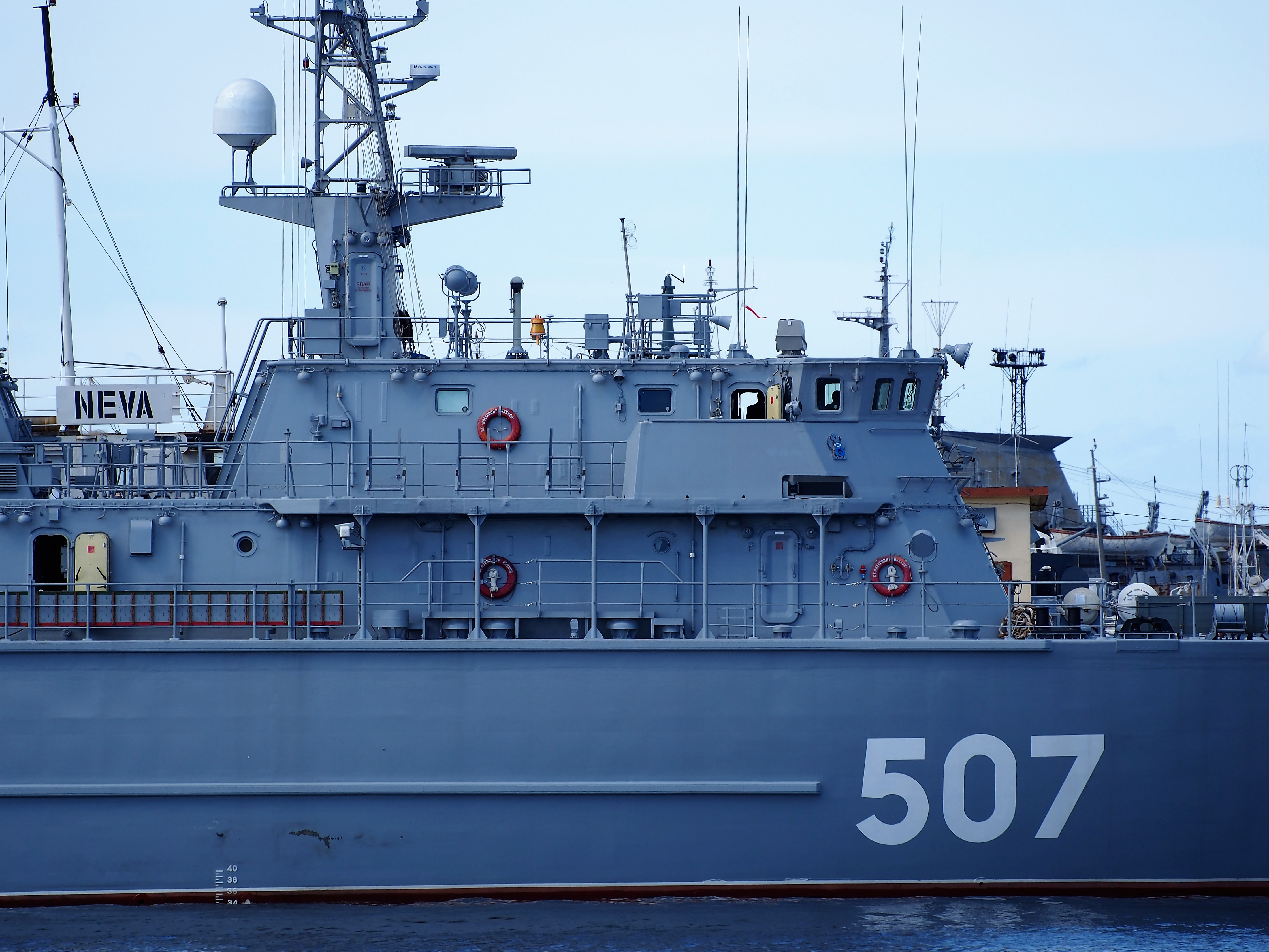
Die Brückenaufbauten der Alexander Obuchow 2016.

### Rumpf und Sonar
Die Rümpfe von Projekt 12700 bestehen aus Fiberglas und wurden aus einem Stück mit Hilfe einer Vakuum-Infusions Technik gefertigt, die von Siemens entwickelt wurde. Ursprünglich sollten die Schiffe der Klasse ein  französisches Sonarsystem zur Suche nach Minen tragen, da aber im Zuge der völkerrechtswidrigen Annexion der Krim durch Russland 2014 Sanktionen gegen die Russische Föderation verhängt wurden, wurde die Lieferung im August 2015 verweigert und die Planer beschafften ein anderes System.
Auf dem Achterschiff befindet sich eine Arbeitsplattform, auf der ein Kran montiert ist, mit dem Suchroboter, autonome Drohnen oder auch ein klassisches Räumgeschirr ein- und ausgebracht werden können.

### Bewaffnung
Bewaffnet sind die Boote mit einem Turm 30-mm-L/63 AK-306 auf dem Vorschiff und zwei KPWTs in Einzellafetten. Weiter können zwei Igla-Flugabwehrraketen gegen fliegende Ziele eingesetzt werden.

## Einheiten
| Name                                     | Bauwerft                       | Kiellegung         | Stapellauf         | Indienststellung  | Status (Flotte)           |
| ---------------------------------------- | ------------------------------ | ------------------ | ------------------ | ----------------- | ------------------------- |
| Alexander Obuchow (Александр Обухов)     | Newski-Werft, Sankt Petersburg | 22. September 2011 | 27. Juni 2014      | 9. Dezember 2016  | Aktiv (Baltische Flotte)  |
| Georgi Kurbatow (Георгий Курбатов)       | Newski-Werft, Sankt Petersburg | 24. April 2015     | 30. September 2020 | 20. August 2021   | Aktiv (Schwarzmeerflotte) |
| Iwan Antonow (Иван Антонов)              | Newski-Werft, Sankt Petersburg | 25. Januar 2017    | 25. April 2018     | 26. Januar 2019   | Aktiv (Schwarzmeerflotte) |
| Wladimir Jemeljanow (Владимир Емельянов) | Newski-Werft, Sankt Petersburg | 20. April 2017     | 30. Mai 2019       | 28. Dezember 2019 | Aktiv (Schwarzmeerflotte) |
| Yakov Balyaev                            | Newski-Werft, Sankt Petersburg | 26. December 2017  | 29. Januar 2020    | 26. Dezember 2020 | Aktiv (Pazifikflotte)     |
| Pjotr Iljitschew (Пётр Ильичёв)          | Newski-Werft, Sankt Petersburg | 25. Juli 2018      | 28. April 2021     | 16. November 2022 | Aktiv (Pazifikflotte)     |
| Anatoly Shlemov                          | Newski-Werft, Sankt Petersburg | 12. Juli 2019      | 26. November 2021  | 29. Dezember 2022 | Aktiv (Pazifikflotte)     |
| Lev Chernavin                            | Newski-Werft, Sankt Petersburg | 24. Juli 2020      | 14. April 2023     | 25. Dezember 2023 | Aktiv (Baltische Flotte)  |
| Afanasy Ivannikov                        | Newski-Werft, Sankt Petersburg | 9. September 2021  |                    |                   | im Bau                    |
| Polyarny                                 | Newski-Werft, Sankt Petersburg | 12. Juni 2022      |                    |                   | im Bau                    |
| Dmitry Lysov                             | Newski-Werft, Sankt Petersburg | 19. Juni 2023      |                    |                   | im Bau                    |
| Semyon Agafonov                          | Newski-Werft, Sankt Petersburg | 18. Januar 2024    |                    |                   | im Bau                    |